# Morabit
Un morabit (de l'àrab مرابط, murābiṭ, literalment ‘que està acampat’, ‘que està estacionat’) o marabut (de l'àrab مربوط, marbūṭ, ‘marabut’) és un líder religiós musulmà i professor a l'Àfrica Occidental i (històricament) al Magrib. El morabit és sovint un erudit de l'Alcorà o professor religiós. Uns altres poden ser predicadors itinerants que sobreviuen de l'almoina, guies espirituals o líders de comunitats religioses.